# Graham (Teksas)
Graham je grad u američkoj saveznoj državi Teksas. Prema popisu stanovništva iz 2010. u njemu je živjelo 8.903 stanovnika.